# Florent Raimy
Florent Raimy (Laon, 7 febbraio 1982) è un ex calciatore francese naturalizzato beninese, di ruolo difensore.

## Carriera

### Nazionale
Ha partecipato ai Mondiali Under-20 del 2005; nel medesimo anno ha anche giocato la sua unica partita in nazionale maggiore.